# کلاودیو لسکانو
کلاودیو لسکانو (اسپانیایی: Claudio Lezcano‎; نامشخص – ۲۹ اوت ۱۹۹۹) بازیکن فوتبال اهل پاراگوئه بود.
از باشگاه‌هایی که در آن بازی کرده‌است می‌توان به باشگاه فوتبال دپورتیوو پریرا و باشگاه ورزشی الیمپیا اشاره کرد.
وی همچنین در تیم ملی فوتبال پاراگوئه بازی کرده‌است.